# Hurrà Juventus
Hurrà Juventus es un anuario futbolístico italiano, publicación oficial de la Juventus de Turín. Fue fundado en 1915 con el nombre de Hurrà! y luego refundado en 1963 con su nombre actual (también se le conoció brevemente durante los años 2010 como HJ Magazine y J), es la publicación más antigua de Italia dedicada a una entidad deportiva.

## Historia

### Los orígenes:Hurrà!
Aunque hay información de la existencia de un boletín anterior de duración incierta, Juventin Guerino, la primera publicación oficial de la Juventus fue impresa por primera vez el 10 de junio de 1915, por iniciativa del Comité Presidencial de Guerra que se encontraba al frente de la dirección del club, un triunvirato formado por el ingeniero Gioacchino Armano, el dirigente Sandro Zambelli y el exfutbolista Fernando Nizza. En un principio se trataba de una publicación mensual compuesta por seis páginas, impresa en blanco y negro y sin imágenes.
La intención fue proporcionar un boletín de noticias que permitiera mantener los vínculos entre la sociedad y sus miembros dispersos en varios frentes de batalla durante la Primera Guerra Mundial – explícito con una frase escrita en la cabecera de la página principal, «Omaggio degli juventini rimasti a Torino ai loro consoci sotto le armi» («Homenaje de los juventinos que permanecen en Turín para todos sus miembros en el ejército») – entre ellos seis soldados y dieciocho oficiales, que aumentó a ciento setenta un año después, así como para todos sus aficionados en el frente.
Su primer director fue el dirigente juventino Corrado Corradino, luego presidente de la sociedad. El nombre de la publicación Hurrà! – título con el que fue conocida durante sus primeros años de vida – proviene del grito de guerra de los Cosacos «Gu-rai!» que traducido al italiano significa 
«Hacia la beatitud celeste!», un grito deportivo «de alegría y de esperanza», usado por los soldados italianos como estímulo en la Gran Guerra, durante los asaltos a las trincheras enemigas.
La primera serie de publicaciones de Hurrà!, siguió paso a paso los acontecimientos del club turinés, sus futbolistas e incluso sus propios partidarios; además de llevar correspondencia de guerra entre los socios bianconeros en el frente de batalla y los que permanecían en Turín, en la publicación se encontraban crónicas deportivas y algunas columnas, como en particular una crítica dedicada a los errores de impresión relacionados con el ámbito juventino.
El 26 de diciembre de 1915, sobre la incipiente revista se publicó el manuscrito de Enrico Canfari (escrito en 1914), uno de los fundadores del club, fallecido junto con Giuseppe Hess y muchos otros miembros de la Juventus tres días antes de la Tercera Batalla del Isonzo. Este texto representa hoy todo, en la historia bianconera, el único testimonio de sus orígenes. El boletín fue interrumpido en octubre de 1916, a causa de la escasez de materia prima debido al conflicto. Las impresiones se reanudaron en 1919, teniendo entre sus colaboradores ocasionales a Vittorio Pozzo, para continuar hasta 1925 cuando se dejó de publicar nuevamente.

### Desde el segundo período de la posguerra hasta elsigloXXI:Hurrà Juventus
En enero de 1963, después de treinta y ocho años, vio la luz un nuevo número de la revista bianconera, bajo el nombre de Hurrà Juventus, con la cubierta dedicada al futbolista argentino Omar Sívori, y con el costo de 100 liras. El director responsable de la publicación fue un ex-símbolo juventino, Felice Borel. Hasta septiembre de ese mismo año, la revista siguió siendo impresa en blanco y negro, luego, gradualmente comenzó a aparecer el color, inicialmente reservado solo para la carátula. Desde ese año, la publicación ha tenido una actividad continua hasta la fecha como la revista oficial de la sociedad turinesa. 
En su interior se puede encontrar información sobre el primer equipo, el sector juvenil, y también sobre los club de fanes oficiales de Italia y del extranjero. Cada edición presenta entrevistas con los actuales y exfutbolistas de la Juventus y con personalidades famosas que son seguidoras del club, informa sobre los compromisos futuros de la sociedad y estadísticas detalladas de todos los partidos disputados por el club. Entre los colaboradores de la revista se encuentran los periodistas Vladimiro Caminiti, Gianni Giacone, Massimo Carboni y Maurizio Ternavasio. Desde 2006, año de fundación de Juventus TV, algunos periodistas del canal escriben columnas regularmente en la revista.
La revista también estuvo acompañada, durante los años 1990 y 2000, por otras publicaciones oficiales del club como la revista juvenil Forza Juve, el periódico Tutto Juve, Juve-story, la publicación Immagini e storie (entonces Juve Story) y Juve senza frontiere y la colección de VHS Video Juve. La revista es actualmente el primer boletín deportivo a nivel social por difusión y lectura en todo el territorio italiano, inscrita en la Federazione Italiana Editori Giornali.

### Actualidad: de revista a anuario
En el verano de 2011 fue objeto de una profunda remodelación gráfica, que culminó con el abandono del formato de revista tradicional de las últimas décadas, para adoptar un formato de tabloide; desde el 21 de marzo de 2012 se encuentra disponible en edición digital por medio de una aplicación móvil.
En octubre de 2013 se celebró un importante punto de inflexión para la publicación corporativa de la Juventus, cincuenta años después de su refundación cambió su nombre a HJ Magazine  — acrónimo de Hurrà Juventus Magazine —, renovando radicalmente su apariencia y el contenido editorial: la frecuencia pasó de mensual a trimestral, al mismo tiempo que aumentó el número de páginas; la nueva imagen, más brillante, da más atención dentro de su contenido a la fotografía y al ámbito privado de los jugadores, junto con nuevos colaboradores en la redacción, incluyendo periodistas de opinión y escritores seguidores del club.
La fórmula cambió nuevamente a finales de 2015, cuando la publicación oficial bianconera se convirtió en un anuario: un verdadero libro en versión bilingüe (italiano e inglés), que cada doce meses resume el año solar que acaba de pasar en la casa juventina. Inicialmente fue llamado simplemente J y desde la edición de 2017, retomó el histórico nombre de Hurrà Juventus.